# Faraján
Faraján é um município da Espanha na província de Málaga, comunidade autónoma da Andaluzia, de área 21 km² com população de 308 habitantes (2004) e densidade populacional de 12,35 hab/km².

## Demografia
| Variação demográfica do município entre 1991 e 2004 | Variação demográfica do município entre 1991 e 2004 | Variação demográfica do município entre 1991 e 2004 | Variação demográfica do município entre 1991 e 2004 |
| --------------------------------------------------- | --------------------------------------------------- | --------------------------------------------------- | --------------------------------------------------- |
| 1991                                                | 1996                                                | 2001                                                | 2004                                                |
| 314                                                 | 310                                                 | 287                                                 | 253                                                 |